# Passepoil

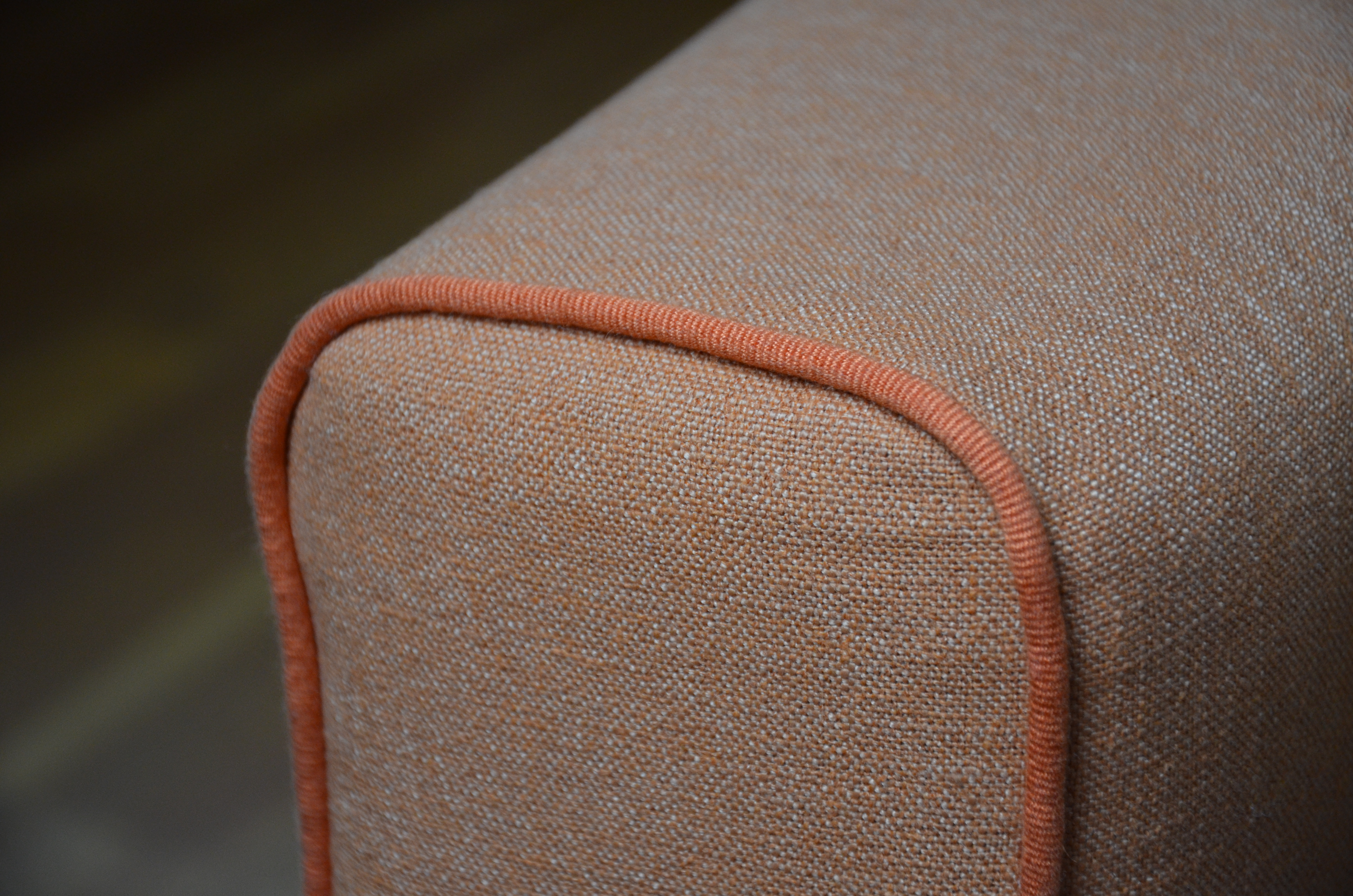
Passepoil décorant un accoudoir de fauteuil.

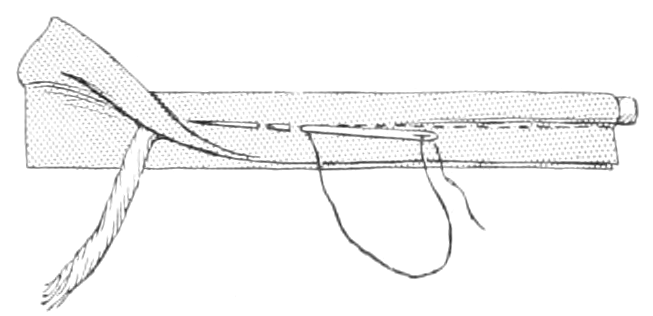
Instruction de couture à la main d'un passepoil.

Un passepoil est une bande de tissu rembourrée à l'aide d'un cordon, d'un bourrelet de coton ou d'une cordelette. Le rembourrage est compris entre deux épaisseurs de tissu. Le passepoil a un but décoratif et peut servir à faire la jonction entre deux pièces de tissu.
Du fait de la surépaisseur d'un passepoil il est nécessaire d'utiliser un pied spécifique en couture à la machine, en l’occurrence un « pied ganseur » ou un « pied de fermeture à glissière ».